# Ишанино
Иша́нино (вепс. Išan′, карел. Išannil) — деревня в Прионежском районе Республики Карелия, административно входит в состав Шелтозерского вепсского сельского поселения.

## Общие сведения
Располагается на реке Каллешь.

## Население
| 2002 | 2009 | 2010 | 2013 |
| ---- | ---- | ---- | ---- |
| 5    | ↗10  | ↘3   | ↘0   |